# Victor Mete
Victor Mete (né le 7 juin 1998 à Woodbridge dans la province de l'Ontario au Canada) est un joueur professionnel canadien de hockey sur glace. Il évolue au poste de défenseur.

## Biographie
Évoluant au niveau junior pour les Knights de London dans la LHO, il est choisi au 100e rang par les Canadiens de Montréal au quatrième tour lors du repêchage d'entrée dans la LNH 2016. Après une autre saison avec les Knights, il impressionne les Canadiens lors du camp d'entraînement et convainc l'équipe de l'intégrer dans leur formation lors du début de la saison 2017-2018.
Le 11 décembre 2017, il est prêté à l'équipe junior du Canada en vue du championnat du monde junior de 2018.
Il faut attendre le 17 octobre 2019, pour qu'il marque son premier but en LNH lors d'une victoire de 4 à 0 contre le Wild du Minnesota.
Le 11 avril 2021, les Canadiens de Montréal placent le nom de Victor Mete au ballotage et il est réclamé le lendemain par les Sénateurs d'Ottawa.
Le 14 juillet 2022, les Maple Leafs de Toronto lui consentent un contrat d'un an, d'une valeur de 750 000$.
Le défenseur signe un contrat d'un an à deux volets avec les Flyers de Philadelphie le 5 juillet 2023. Son salaire sera de 775 000$ s'il évolue dans la LNH.

## Statistiques

### En club
| Saison     | Équipe                    | Ligue      |     | Saison régulière | Saison régulière | Saison régulière | Saison régulière | Saison régulière |   | Séries éliminatoires | Séries éliminatoires | Séries éliminatoires | Séries éliminatoires | Séries éliminatoires |
| Saison     | Équipe                    | Ligue      | PJ  | B                | A                | Pts              | Pun              | PJ               | B | A                    | Pts                  | Pun                  |                      |                      |
| 2014-2015  | Knights de London         | LHO        | 58  | 7                | 16               | 23               | 14               | 10               | 1 | 7                    | 8                    | 2                    |                      |                      |
| 2015-2016  | Knights de London         | LHO        | 68  | 8                | 30               | 38               | 18               | 18               | 4 | 7                    | 11                   | 0                    |                      |                      |
| 2016-2017  | Knights de London         | LHO        | 50  | 15               | 29               | 44               | 14               | 14               | 1 | 6                    | 7                    | 4                    |                      |                      |
| 2017-2018  | Canadiens de Montréal     | LNH        | 49  | 0                | 7                | 7                | 4                | -                | - | -                    | -                    | -                    |                      |                      |
| 2018-2019  | Rocket de Laval           | LAH        | 7   | 1                | 3                | 4                | 0                | -                | - | -                    | -                    | -                    |                      |                      |
| 2018-2019  | Canadiens de Montréal     | LNH        | 71  | 0                | 13               | 13               | 6                | -                | - | -                    | -                    | -                    |                      |                      |
| 2019-2020  | Canadiens de Montréal     | LNH        | 51  | 4                | 7                | 11               | 20               | 10               | 0 | 2                    | 2                    | 2                    |                      |                      |
| 2020-2021  | Canadiens de Montréal     | LNH        | 14  | 0                | 3                | 3                | 6                | -                | - | -                    | -                    | -                    |                      |                      |
| 2020-2021  | Sénateurs d'Ottawa        | LNH        | 14  | 1                | 1                | 2                | 2                | -                | - | -                    | -                    | -                    |                      |                      |
| 2021-2022  | Sénateurs d'Ottawa        | LNH        | 37  | 0                | 7                | 7                | 4                | -                | - | -                    | -                    | -                    |                      |                      |
| 2022-2023  | Maple Leafs de Toronto    | LNH        | 11  | 0                | 2                | 2                | 4                | -                | - | -                    | -                    | -                    |                      |                      |
| 2022-2023  | Marlies de Toronto        | LAH        | 6   | 0                | 0                | 0                | 14               | -                | - | -                    | -                    | -                    |                      |                      |
| 2023-2024  | Flyers de Philadelphie    | LNH        | 1   | 0                | 0                | 0                | 0                | -                | - | -                    | -                    | -                    |                      |                      |
| 2023-2024  | Phantoms de Lehigh Valley | LAH        | 59  | 1                | 15               | 16               | 22               | 4                | 0 | 1                    | 1                    | 2                    |                      |                      |
| Totaux LNH | Totaux LNH                | Totaux LNH | 248 | 5                | 40               | 45               | 46               | 10               | 0 | 2                    | 2                    | 2                    |                      |                      |

### En équipe nationale
| Année | Équipe     | Compétition                 |   | PJ | B | A | Pts | Pun           |  | Résultat |
| 2018  | Canada U20 | Championnat du monde junior | 6 | 0  | 3 | 3 | 2   | Médaille d'or |  |          |

## Trophées et honneurs personnels
- 2014-2015 : nommé dans la deuxième équipe des recrues de la LHO
- 2015-2016 : 
  - champion de la Coupe J.-Ross-Robertson avec les Knights de London
  - champion de la Coupe Memorial avec les Knights de London